# سان-ديديير-دوسيا
سان-ديديير-دوسيا (بالفرنسية: Saint-Didier-d'Aussiat)‏ هي بلدية فرنسية تقع في إقليم الآن. رمز إنسي لها هو:1346. أما الرمز البريدي لها فهو: 1340.